# Lillian Gish
Lillian Diana Gish (Springfield, 14 de outubro de 1893 — Nova Iorque, 27 de fevereiro de 1993) foi uma pioneira atriz norte-americana do cinema e do teatro, além de diretora e escritora. Ela é amplamente considerada a maior atriz da era do cinema mudo, e uma das maiores de toda a história. Sua carreira no cinema durou 75 anos, de 1912, em curtas mudos, até 1987. Gish foi chamada de a Primeira Dama do Cinema Americano, e é creditada com técnicas de atuação cinematográfica fundamentais e pioneiras.
Gish era uma proeminente estrela de cinema nas décadas de 1910 e 1920, particularmente associada com os filmes do diretor D. W. Griffith, incluindo o papel principal no filme de maior bilheteria do cinema mudo, The Birth of a Nation (1915), de Griffith. No início era do som, ela voltou aos palcos e apareceu novamente em filmes, incluindo papéis bem conhecidos no controverso western “Duel in the Sun” (1946), pelo qual foi indicada ao Oscar de Melhor Atriz Coadjuvante, e o thriller “The Night of the Hunter” (1955). Ela também fez um trabalho considerável na televisão a partir dos anos 1950 até os anos 1980 e fechou a sua longeva carreira juntamente a Bette Davis no filme de 1987 ,“The Whales of August” (PT: Baleias de agosto). Em seus últimos anos Lillian Gish se tornou uma defensora da valorização e preservação do Cinema Mudo. Ela foi premiada com o Oscar Honorário em 1971, e em 1984 recebeu um AFI Life Achievement Award. Lillian Gish, um ícone americano, também foi premiado na Kennedy Center Honors. O American Film Institute elegeu, por sua contribuição a industria cinematográfica a Lillian Gish como a 17° Lenda Feminina do Cinema Clássico Americano.

## Infância e primeiros anos
Gish nasceu em Springfield, Ohio, filha de Mary Robinson McConnell (1875-1948) (uma episcopal) e James Leigh Gish (1872-1912) (alemão luterano). Ela tinha uma irmã mais nova, Dorothy Gish (1898-1963), que também se tornou uma popular estrela de cinema.
O pai de Gish era alcoólatra, e quando ele deixou a família, a mãe tornou-se atriz para sustenta-las. A família se mudou para East St. Louis, Illinois, onde viveram por vários anos com os tios de Lillian, Henry e Rose McConnell. Sua mãe abriu a Majestic Candy Kitchen, e as meninas ajudaram a vender pipocas e doces para os clientes do antigo Majestic Theater, localizado ao lado. As meninas frequentaram a Escola de St. Henry, onde atuaram em peças escolares.
As meninas estavam vivendo com sua tia Emily em Massillon, Ohio, quando foram notificados por seu tio que seu pai, James, estava gravemente doente em Oklahoma. Lillian viajou para Shawnee, Oklahoma, para ver o pai, que até então foi internado em um hospital de Oklahoma City. Viu-o brevemente e ficou com sua tia e tio, Alfred Grant e Maude Gish, em Shawnee e frequentou uma escola lá. Ela escreveu para a irmã Dorothy que ela estava pensando em ficar lá e terminar o ensino médio e, em seguida, ir para a faculdade. Seu pai morreu em Norman, Oklahoma, 9 de janeiro de 1912, e, logo depois, Lillian voltou para Ohio.

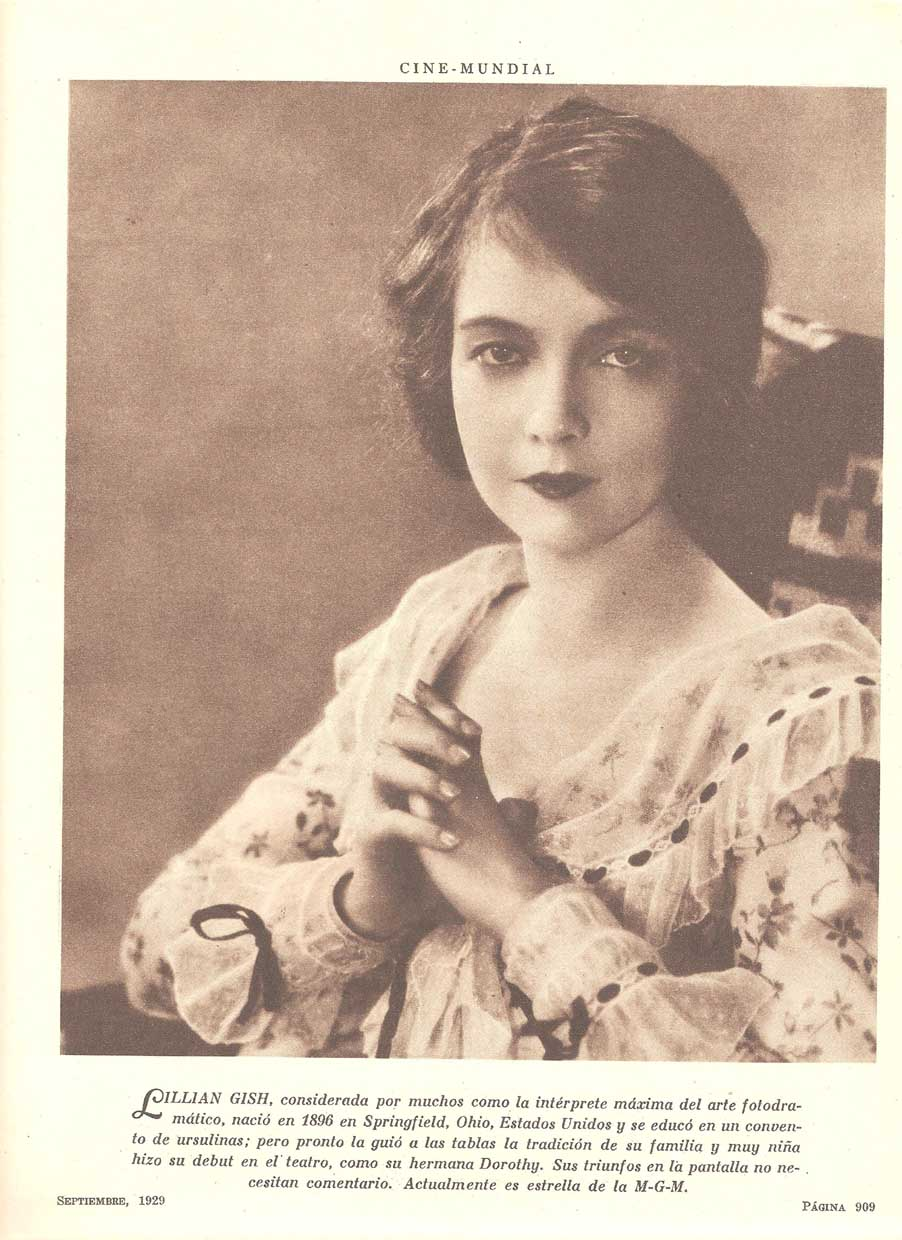
Matéria de uma revista argentina, sobre a estrela do cinema norte-americano Lillian Gish, c. década de 1920.

Quando o teatro ao lado da loja de doces foi incendiado, a família se mudou para Nova Iorque, onde as meninas se tornaram boas amigas de uma vizinha, Gladys Smith. Gladys era uma jovem atriz que fez alguns trabalhos para o diretor D. W. Griffith e mais tarde assumiu o nome artístico de Mary Pickford. Quando Lillian e Dorothy tinham a idade suficiente, elas se juntaram ao teatro, muitas vezes viajando separadamente em diferentes produções. Elas também tiveram outros trabalhos, com Lillian posando para o artista Victor Maurel em troca de aulas de canto.
Em 1912, sua amiga Mary Pickford indicou as irmãs Gish para Griffith e ajudou-as a conseguirem contratos com Biograph Studios. Lillian Gish em breve tornou-se uma das atrizes mais amadas da América. Embora ela já tivesse 19 anos, ela deu sua idade como 16 para o estúdio.
Gish fez sua estréia nos palcos em 1902, em The Little Red School House no Rising Sun, Ohio. De 1903 a 1904, Lillian excursionou com primeira peça, com sua mãe e Dorothy. No ano seguinte, ela dançou com Sarah Bernhardt em uma produção em Nova Iorque.

## Parceria com D.W. Griffith e o estrelato
Depois de 10 anos de atuação no palco, ela fez sua estréia no cinema junto a Dorothy num Curta-metragem de Griffith “An Unseen Enemy“ (PT: Um Inimigo Invisível) (1912). Gish continuou a se apresentar no palco, e em 1913, durante a apresentação de A Good Little Devil, ela desmaiou de anemia. Lillian sofreu por sua arte ao extremo em uma carreira no cinema que se tornou sua obsessão. Uma das imagens duradouras de anos do cinema mudo de Gish é o clímax melodramático em “Way Down East” (PT: A Inocente Pecadora), em que o personagem de Gish flutua inconsciente em um bloco de gelo em direção a uma cachoeira em fúria com seu longo cabelo e mão arrastando na água. Seu desempenho nestas condições rígidas rendeu-lhe um dano dos nervos em vários dedos.

Lillian atuou em muitos dos filmes mais aclamados de Griffith, incluindo: “The Birth of a Nation” (1915), “Intolerance” (PT:Intolerância) (1916), “Broken Blossoms”(PT: O Lírio Partido) (1919), “Way Down East” (1920), e “Orphans of the Storm” (PT: Órfãs da Tempestade) (1921).

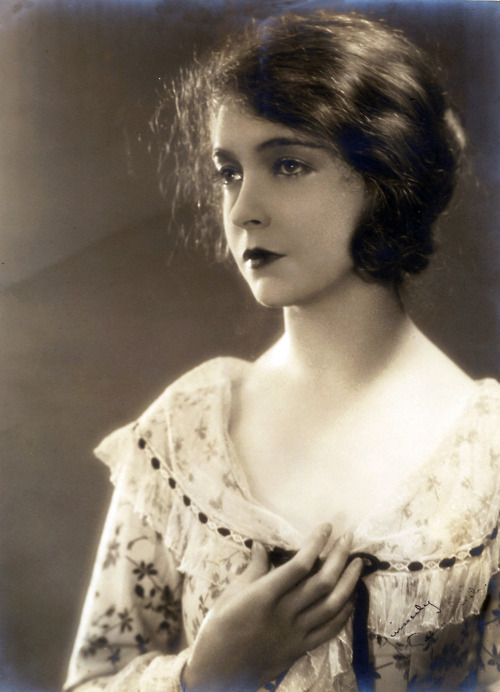
Lillian Gish fotografada por Ruth Harriet Louise, certamente década de 1920.

Griffith utilizou ao máximo os talentos expressivos de Lillian, desenvolvendo-a em uma forte heroína e sofredora. Ela apareceu em mais de 25 curta-metragens nos primeiros anos como atriz de cinema, Lillian se tornou uma grande estrela, tornando-se conhecida como "A Primeira Dama do Cinema Americano” e aparecendo em grandes produções, com freqüência de obras literárias, tais como “Way Down East”. Ela se tornou a atriz mais amada do cinema de Hollywood.
Ela dirigiu sua irmã Dorothy em um filme, “Remodeling Her Husband” (PT: Remodele Seu Marido” (1920). D. W. Griffith disse a Gish que ele pensou que a produção iria trabalhar mais para uma menina. Gish nunca dirigiu novamente, dizendo a repórteres no momento em que direcionar era o trabalho para um homem. Infelizmente, o filme agora é considerado perdido.
Em 1925 Gish relutantemente terminou seu trabalho com Griffith para tomar uma estrela da Metro-Goldwyn-Mayer, recentemente criada e que lhe deu mais controle criativo. A Metro-Goldwyn-Mayer ofereceu-lhe um contrato em 1926 para seis filmes, para o qual ela foi oferecido 1 milhão de dólares (US$ 13,4 milhões de dólares em 2015). Ela recusou o dinheiro, pedindo um salário mais modesto e uma porcentagem para que o estúdio pudessem usar os fundos para aumentar a qualidade de seus filmes - contratar os melhores atores, roteiristas, etc. Para alguns estudiosos da história do cinema, a recém chegada atriz sueca Greta Garbo havia usurpado o lugar de destaque de Lillian Gish como atriz principal da Metro-Goldwyn-Mayer. Seu contrato com o estúdio terminou em 1928. Três filmes em que a Metro-Goldwyn-Mayer deu-lhe quase total controle criativo, “La Bohème” (1926), “The Scarlet Letter (1926)” (PT: A Letra Escarlate) (1926), e “The Wind” (PT: O Vento) (1928). “The Wind”, o filme favorito de Gish de sua carreira na M-G-M , foi um fracasso comercial com o surgimento do cinema falado, mas agora é reconhecido como uma das obras mais notáveis do período do cinema mudo. Apesar de não ser um sucesso de bilheteria, como antes, seu trabalho foi respeitado artisticamente mais do que nunca, e pressionou a Metro-Goldwyn-Mayer com ofertas para aparecer no novo meio de imagens e som.

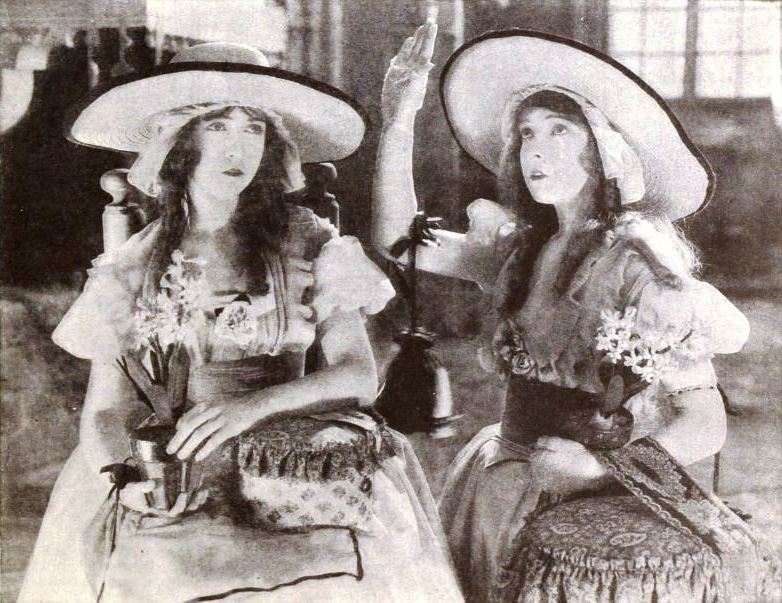
As Irmãs Gish no filme "Orphans of the Storm" (1921).

## Cinema sonoro e a volta aos palcos
Sua estreia no cinema falado foi apenas moderadamente bem-sucedida, em grande parte devido à mudança nas atitudes do público. Muitos dos protagonistas da era silenciosa, como Lillian Gish e Mary Pickford, tinham o estereótipo de inocentes frágeis moças, mas no início da década de 1930, esses papéis eram tidos como desinteressantes. Diametralmente oposto, as vamp’s, estava no auge de sua popularidade. Gish foi vista cada vez mais como uma "boba, antiga". Outra estrela que estava no seu auge era Louise Brooks, vista por alguns como uma rival para Lillian Gish. Louis B. Mayer queria encenar um escândalo ("batê-la fora de seu pedestal") para angariar a simpatia do público por Lillian Gish, mas ela não queria atuar mais nas telas, e retornou ao seu primeiro amor, o teatro. Ela atuou no palco para a maior parte dos anos 1930 e início dos anos 1940, aparecendo em papéis tão variados como Ophelia em 1936, na produção de Guthrie McClintic em Hamlet (com John Gielgud e Judith Anderson) e Marguerite em uma adaptação de La dame aux camélias . Do primeiro, ela disse, com orgulho, "eu joguei um lascivo, Ophelia!"

## Volta ao cinema e trabalhos na televisão
Retornando ao cinema, Gish foi indicada para o Óscar de melhor atriz secundária em 1946 por “Duel in the Sun”. As cenas de doença e morte no final que o filme de sua personagem parecia que pretendia evocar a memória de algumas de suas performances do cinema mudo. Ela apareceu em filmes para o resto de sua vida, e podemos citar em “Night of the Hunter” (1955) onde ela interpreta um anjo da guarda rural que protege seus empregados de um assassino interpretado por Robert Mitchum. Ela foi considerada por vários papéis em “.Gone with the Wind” (PT: ...E o Vento Levou), onde interpretaria Ellen O'Hara, mãe da lendária Scarlett O'Hara, que foi para Barbara O'Neil, e a prostituta Belle Watling, que ficou para Ona Munson.
Gish fez numerosas aparições na televisão do início dos anos 1950 até o final dos anos 1980. Seu trabalho na televisão mais aclamado foi protagonista na produção original de “The Trip to Bountiful” em 1953. Ela apareceu como Imperatriz Maria Feodorovna  no musical da Broadway de 1965, “Anya”. Além de suas aparições atuando, Gish se tornou um dos principais defensores da arte perdida do cinema mudo, muitas vezes dando palestras e passeios para a exibição de obras clássicas. Em 1975, ela organizou The Silent Years, um programa da PBS sobre cinema mudo. Ela foi entrevistada na série de documentários de televisão de Hollywood: A Celebration of the American Silent Film. (1980).
Gish recebeu um Oscar Honorário em 1971 "para a arte superlativa e para distinta contribuição para o progresso de imagens em movimento". Em 1979, ela foi premiada como um das mulheres no cinema, no Cristal Award em Los Angeles. Em 1984, ela recebeu do American Film Institute um Lifetime Achievement Award, tornando-se o segundo destinatário do sexo feminino (precedido por Bette Davis em 1977) e a única beneficiária que foi uma figura importante da era do cinema mudo. Ela tem uma estrela na Calçada da Fama em 1720 Vine Street.
Seu último papel no cinema foi aparecendo em “The Whales of August” (PT: Baleias de Agosto) em 1987 com 93 anos, ao lado de Vincent Price,Bette Davis, e Ann Sothern, em que ela e Bette Davis estrelaram como irmãs idosas em Maine. Gish recebeu o glowingly - ganhando-lhe o National Board of Review Award de Melhor Atriz. No Festival de Cannes , Lillian ganhou uma ovação de pé 10 minutos da plateia. Algumas pessoas da indústria do entretenimento estavam irritados que Gish não recebeu uma indicação ao Oscar por seu papel em ”The Whales of August”. A própria Lillian era mais complacente, observando que ele a salvou do problema de "perder para Cher”.
Sua última aparição profissional foi uma participação especial na gravação em 1988 no estúdio em Jerome Kern’s Show Boat, estrelado por Frederica von Stade e Jerry Hadley, no qual ela falou afetuosamente as poucas linhas de “The Old Lady on the Levee” na cena final. As últimas palavras de sua longa carreira foram: "Boa noite."
Gish estrelou em um episódio de I Was There, transmitido pela CBS. O episódio dramatizou o making of do filme “The Birth of a Nation”. Em 31 de maio de 1951, ela estrelou uma adaptação de Black Chiffon em Playhouse na Broadway.

## Vida pessoal e relacionamentos
Gish nunca se casou ou teve filhos. A associação entre Gish e D. W. Griffith foi tão estreita que alguns suspeitaram de uma conexão romântica, algo nunca reconhecido por Lillian Gish, embora vários de seus amigos estiveram certos de que eles estiveram, pelo menos momentaneamente envolvidos. No restante de sua vida, ela sempre se referia a ele como "Mr. Griffith". Lillian Gish era a irmã da atriz Dorothy Gish. Lillian Gish era um sobrevivente de pandemia de gripe em 1918. Ela pegou a gripe durante as filmagens do filme “Broken Blossoms”.
Gish aprendeu línguas estrangeiras, tais como o francês, o alemão e o italiano, após passar 15 anos na Europa, que ela visitou pela primeira vez em 1917, durante a Primeira Guerra Mundial. Ela nunca se casou, mas teve um romance com o produtor Charles Duell e o crítico de teatro e editor George Jean Nathan . Na década de 1920, a associação de Gish com Duell foi um escândalo, noticiado em alguns tablóides, porque ele fez público os detalhes de seu relacionamento com a atriz.
Durante o período de turbulência política nos EUA, que durou desde o surto da Segunda Guerra Mundial na Europa até o ataque a Pearl Harbor , ela manteve uma postura anti-intervencionista Ela foi membro ativo do primeiro comitê da América, uma organização anti-intervenção fundado pelo general aposentado Robert E. Wood com um dos pioneiros da aviação Charles Lindbergh, como seu principal porta-voz. Ela disse que estava na lista negra pelas indústrias de cinema e teatro até que ela assinou um contrato em que ela prometeu a cessar suas atividades anti-intervencionistas e nunca divulgar o fato de que ela havia concordado em fazê-lo.

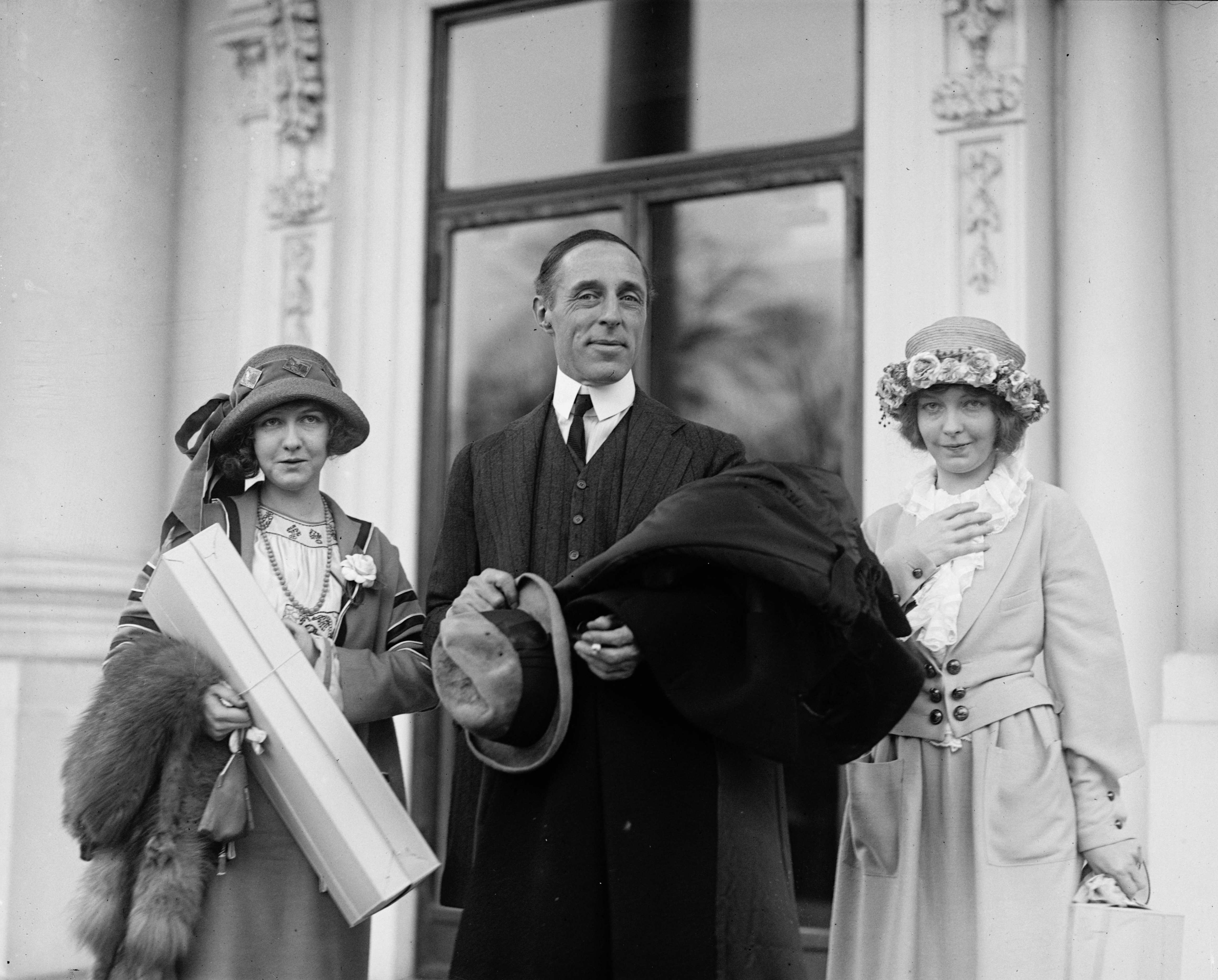
Dorothy Gish, D. W. Griffith, e Lillian Gish.

Ela manteve uma relação muito estreita com a irmã Dorothy, bem como com Mary Pickford, por toda a sua vida. Outro de seus amigos mais próximos foi a atriz Helen Hayes , a "Primeira Dama do Teatro Americano". Gish foi a madrinha do filho de Hayes, James MacArthur. Lillian Gish também tinha designado Helen Hayes como beneficiária de sua propriedade, porém ela sobreviveu Lillian por menos de um mês.

## Últimos anos e morte
Ela morreu em seu sono de insuficiência cardíaca, aos 99 anos, e foi enterrada ao lado da irmã Dorothy na Igreja Episcopal de São Bartolomeu, em Nova Iorque. Sua propriedade foi avaliada em vários milhões de dólares, a maior parte dos quais foi para a criação da Dorothy e Lillian Legacy Trust.
Lillian Gish é amplamente considerada como a maior atriz do cinema mudo, e é considerada uma das melhores atrizes da história do cinema. Uma retrospectiva de sua vida e realizações foi apresentado em um episódio do prêmio Emmy Séries da PBS, American Masters.

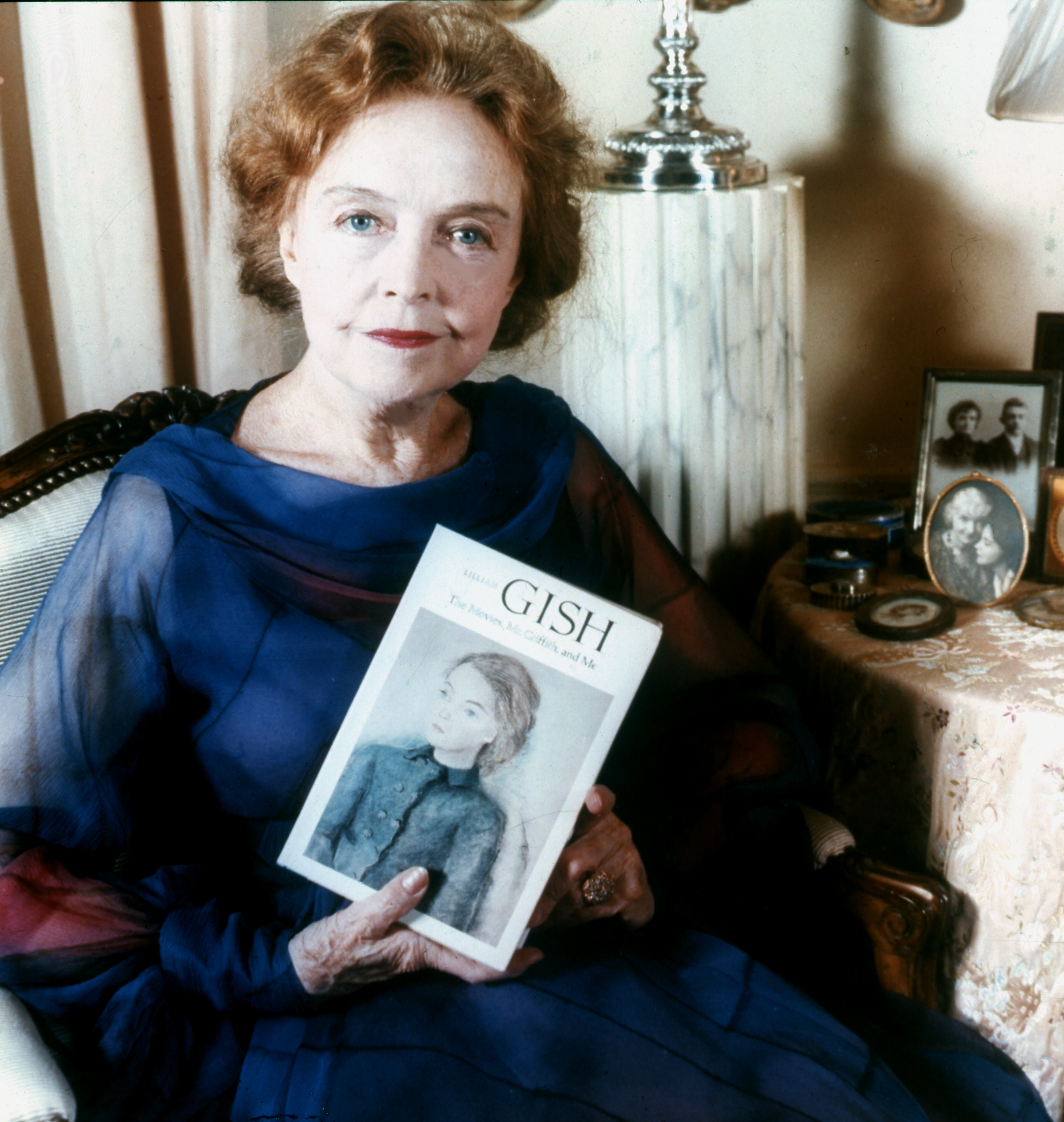
Lillian Gish em 1973

O Guia All Film escreveu de seu legado:"Lillian Gish é considerada primeira atriz verdadeira da indústria dos filmes. Uma pioneira das fundamentais técnicas de execução nos filmes, ela foi a primeira estrela a reconhecer as muitas diferenças cruciais entre agir no palco e agindo e na tela, e enquanto seus contemporâneos pintaram suas performances em amplos traços dramáticos, Gish estava finamente gravado, com voltas matizadas, carregando um impacto emocional impressionante. Apesar de não ser a maior ou a mais popular atriz de cinema mudo, ela era a mais talentosa, sua fragilidade “waiflike” aparente mascarando reservas incomparáveis de física e espiritual força. Mais do que qualquer outra estrela, ela lutou para ganhar reconhecimento nos filmes como uma forma de arte verdadeira, e suas realizações continuam a ser o padrão contra o qual os de todos os outros atores são medidos".

A Turner Filmes Clássicos escreve:
"Tendo em tela a pioneira na qualidade de entretenimento vaudeville em uma forma de expressão artística, a atriz Lillian Gish forjou um novo caminho criativo numa altura em que expressões mais graves são considerado imagens em movimento como uma forma em vez de base de emprego. Gish trouxe para seus papéis uma sensação de artesanato substancialmente diferente da que é praticada por seus colegas teatrais. Com o tempo, suas performances sensíveis elevadas não só a sua estatura como atriz, mas também a reputação dos próprios filmes.

## Filmografia

### 1912
| - An Unseen Enemy (1912) - Two Daughters of Eve (1912) - So Near, Yet So Far (1912) - In the Aisles of the Wild (1912) - The One She Loved (1912) - The Painted Lady (1912) - The Musketeers of Pig Alley (1912) | - Gold and Glitter (1912) - My Baby (1912) - The Informer (1912) - Brutality (1912) - The New York Hat (1912) - The Burglar's Dilemma (1912) - A Cry for Help (1912) |

### 1913
| - The Unwelcome Guest (1913) - A Misunderstood Boy (1913) - The Left-Handed Man (1913) - The Lady and the Mouse (1913) - The House of Darkness (1913) - Just Gold (1913) - A Timely Interception (1913) - The Mothering Heart (1913) | - During the Round-Up (1913) - An Indian's Loyalty (1913) - A Woman in the Ultimate (1913) - A Modest Hero (1913) - So Runs the Way (1913) - Madonna of the Storm (1913) - The Battle at Elderbush Gulch (1913) - The Conscience of Hassan Bey (1913) |

### 1914
| - A Duel For Love (1914) - The Green-Eyed Devil (1914) - Judith of Bethulia (1914) - The Battle of the Sexes (1914) - The Hunchback (1914) - The Quicksands (1914) - Home, Sweet Home (1914) | - Lord Chumley (1914) - The Rebellion of Kitty Belle (1914) - The Angel of Contention (1914) - Man's Enemy (1914) - The Tear That Burned (1914) - The Folly of Anne (1914) - The Sisters (1914) |

### 1915
| - The Birth of a Nation (1915) - The Lost House (1915) - Enoch Arden (1915) | - Captain Macklin (1915) - The Lily and the Rose (1915) |

### 1916
| - Pathways of Life (1916) - Daphne and the Pirate (1916) - Sold for Marriage (1916) - An Innocent Magdalene (1916) | - Intolerância (1916) - Diane of the Follies (1916) - The Children Pay (1916) - The House Built Upon Sand (1916) |

### 1917
- Souls Triumphant (1917)

### 1918
| - Hearts of the World (1918) - The Great Love (1918) | - Lillian Gish in a Liberty Loan Appeal (1918) - The Greatest Thing in Life (1918) |

### 1919
| - A Romance of Happy Valley (1919) - Broken Blossoms (1919) | - True Heart Susie (1919) - The Greatest Question (1919) |

### Década de 1920
| - Remodeling Her Husband (1920)(*único filme dirigido pela atriz) - Way Down East (1920) - Orphans of the Storm (1921) - The White Sister (1923) - Romola (1924) - Ben-Hur: A Tale of the Christ (1925) (uncredited extra) | - La Bohème (1926) - The Scarlet Letter (1926) - Annie Laurie (1927) - The Enemy (1927) - The Wind (1928) |

### Filmes sonoros
| - One Romantic Night (aka The Swan) (1930) | - His Double Life (1933) |

### Década de 1940
| - Commandos Strike at Dawn (1942) - Top Man (aka Man of The Family) (1943) - Miss Susie Slagle's (1946) - Duel in the Sun (1946) | - Portrait of Jennie (1948) - Outward Bound (TV) (1949) - The Late Christopher Bean (TV) (1949) |

### Década de 1950
| - The Joyous Season (TV) (1951) - Ladies in Retirement (TV) (1951) - The Autobiography of Grandma Moses (TV) (1952) - The Trip to Bountiful (TV) (1953) - The Quality of Mercy (TV) (1954) - The Corner Druggist (TV) (1954) - Film Fun (1955) (uncredited) | - The Cobweb (1955) - The Night of the Hunter (1955) - I, Mrs. Bibb (TV) (1955) - The Sound and the Fury (TV) (1955) - The Day Lincoln Was Shot (TV) (1956) - Morning's At Seven (TV) (1956) - Orders to Kill (1958) |

### Década de 1960
| - The Grass Harp (TV) (1960) - The Unforgiven (1960) - Mr. Novak como Miss Phipps in "Hello, Miss Phipps" (NBC-TV, 1963) - Stowaway (TV) (1964) - The Alfred Hitchcock Hour Episódio: "Body in the Barn" (CBS-TV) (1964) | - Follow Me, Boys! (1966) - Warning Shot (1967) - The Comedians (1967) - The Comedians in Africa (1967) - Arsenic and Old Lace (1969) (TV) |

### Década de 1970
| - Twin Detectives (1976) (TV) - Sparrow (1978) (TV) | - A Wedding (1978) |

### Década de 1980
| - Thin Ice (1981) (TV) - Hobson's Choice (1983) (TV) - Hambone and Hillie (1984) | - Adventures of Huckleberry Finn (1985) (TV) - Sweet Liberty (1986) - The Whales of August (1987) |

## Legado
- The Dorothy and Lillian Gish Prize
- Uma rua em Massillon, Ohio, tem o nome de Gish, que viveu lá durante um breve período de sua vida e carinhosamente se refere a ele como sua cidade natal durante toda a sua carreira.
- Bowling Green State University, in Bowling Green, Ohio, é a casa do Gish Film Theater and Gallery, que é dedicado às obras de ambos Dorothy e Lillian Gish.
- Gish era um personagem principal em The Biograph Girl, um musical no palco de 1980 sobre a era do cinema mudo.
- A banda americana de rock alternativo The Smashing Pumpkins intitulado álbum de estreia, Gish (1991). Lillian Gish foi a única lembrança que Billy Corgan conseguia se lembrar por que ele nomeou o álbum Gish. No encarte para o re-lançamento do álbum de 2012, Corgan afirma que sua avó se lembrou de vê-la de uma vez o nome de "Gish" presa.
- Filme de François Truffaut, A Noite Americana de 1973, é dedicado a Dorothy e Lilian Gish.
- O American Film Institute elegeu Lillian Gish como a 17° Lenda Feminina do Cinema Americano.

## Livros
Autobiográfico:
- The Movies, Mr. Griffith, and Me (com Ann Pinchot) (Prentice-Hall, 1969)
- Dorothy and Lillian Gish (filhos de Charles Scribner, 1973)
- An Actor's Life For Me (com Selma G. Lanes) (Viking Penguin, 1987)

Biográfico e outros:
- Lillian Gish an Interpretation – Edward Wagenknecht (University of Washington, 1927)
- Life and Lillian Gish – Albert Bigelow Paine (Macmillan, 1932)
- Lillian Gish: the Movies, Mr. Griffith and Me, por Gish co-autoria com Ann Pinchot; ISBN 0-491-00103-7, W.H. Allen 1969, and ISBN 0-916515-40-0 Mercury House, 1988.
- Star Acting – Gish, Garbo, Davis – Charles Affron (E.P. Dutton, 1977)
- A Moment with Miss Gish – Peter Bogdanovich (Santa Teresa Press, 1995)
- Lillian Gish A Life on Stage and Screen – Stuart Oderman (McFarland & Company, 2000)
- Lillian Gish Her Legend, Her Life – Charles Affron (Scribner, 2001)

## Documentários sobre Gish
- A produção de Terry Sanders de 1988 Lillian Gish: An Actor's Life for Me.
- Atriz Jeanne Moreau produziu um documentário sobre Gish.